# Matt Kinch
Matt Kinch (* 17. Februar 1980 in Red Deer, Alberta) ist ein ehemaliger kanadischer Eishockeyspieler und -scout, der im Verlauf seiner aktiven Karriere zwischen 1996 und 2012 unter anderem über 100 Spiele für den ERC Ingolstadt, die Straubing Tigers und Grizzly Adams Wolfsburg in der Deutschen Eishockey Liga (DEL) auf der Position des Verteidigers bestritten hat. Darüber hinaus absolvierte Kinch über 250 Begegnungen in der American Hockey League (AHL).

## Karriere
Kinch begann seine Karriere im Jahr 1995 in der kanadischen Juniorenliga Western Hockey League (WHL) bei den Calgary Hitmen. Nachdem der Defensivspieler in seiner ersten Spielzeit in Calgary in nur einem Spiel zum Einsatz gekommen war, gehörte er bereits im darauffolgenden Jahr zum Stammkader der Hitmen. In der Saison 1996/97 absolvierte der Kanadier 64 Partien und erzielte dabei 32 Scorerpunkte. Somit gehörte er zu den punktbesten Verteidigern im Team. Zwei Jahre später konnte Kinch mit seinem Team die Meisterschaft der WHL, den President’s Cup, gewinnen und qualifizierte sich mit den Hitmen infolgedessen für die Teilnahme am Turnier um den Memorial Cup der gesamten Canadian Hockey League (CHL). Dort konnte die Mannschaft die Vizemeisterschaft gewinnen. Kinch erzielte in 89 Ligaspielen 113 Punkte und hatte somit großen Anteil an diesem Erfolg.
Während des NHL Entry Draft 1999 waren es die Verantwortlichen der Buffalo Sabres aus der National Hockey League (NHL), die ihn in der fünften Runde an insgesamt 146. Position auswählten. Der Linksschütze blieb daraufhin zwei weitere Spielzeiten in Calgary, ehe er im Sommer 2001 in die American Hockey League (AHL) zum damaligen Farmteam der Buffalo Sabres, dem Hartford Wolf Pack, wechselte. In den drei Spielzeiten, die er für die Wolf Pack aufs Eis ging, bekam Matt Kinch nie die Chance, sich in der NHL zu beweisen und verbrachte die meiste Zeit in der AHL und anfangs in der East Coast Hockey League (ECHL) bei den Charlotte Checkers. Zur Saison 2004/05 unterschrieb der Kanadier einen Vertrag beim EC Red Bull Salzburg aus der österreichischen Erste Bank Eishockey Liga (EBEL), für die er allerdings nur ein Jahr aktiv war und in der folgenden Spielzeit sowohl im Kader der SCL Tigers aus der Schweizer Nationalliga A (NLA), als auch im Kader des ERC Ingolstadt aus der Deutschen Eishockey Liga (DEL) stand.
Nach einem weiteren, einjährigen Engagement bei den Straubing Tigers in der DEL kehrte Kinch zur Saison 2007/08 nach Nordamerika zurück. Dort unterschrieb der Abwehrspieler einen Vertrag bei den Ottawa Senators, die ihn allerdings ausschließlich in deren Farmteam, den Binghamton Senators, in der AHL einsetzten. In 73 absolvierten Partien für die Senators konnte der damals 28-Jährige 25-mal punkten. In der Spielzeit 2008/09 schnürte er in drei Spielen die Schlittschuhe für die Worcester Sharks aus der AHL, ehe sich Kinch dazu entschloss, in die DEL zurückzukehren. Schließlich nahm ihn das Management der Grizzly Adams Wolfsburg unter Vertrag, für die er eine Saison absolvierte und Deutscher Pokalsieger wurde. Im Sommer 2009 wurde er vom EV Ravensburg unter Vertrag genommen, für den er drei Jahre lang in der 2. Bundesliga spielte und im Jahr 2011 die Meisterschaft errang. Im Sommer 2012 beendete der 32-jährige Kanadier seine aktive Karriere und war im Anschluss zwei Jahre lang als Scout für die Red Deer Rebels aus seiner Geburtsstadt in der WHL tätig.

## Erfolge und Auszeichnungen
| - 1999 President’s-Cup-Gewinn mit den Calgary Hitmen - 1999 Brad Hornung Trophy - 1999 WHL East First All-Star Team - 1999 CHL Sportsman of the Year - 1999 CHL Second All-Star Team - 1999 Memorial Cup All-Star Team - 2001 Brad Hornung Trophy | - 2001 WHL East First All-Star Team - 2001 CHL First All-Star Team - 2003 Spengler-Cup-Gewinn mit dem Team Canada - 2009 Deutscher Pokalsieger mit den Grizzly Adams Wolfsburg - 2010 Verteidiger des Jahres der 2. Bundesliga - 2011 Meister der 2. Bundesliga mit dem EV Ravensburg |

### International
- 2000 Bronzemedaille bei der U20-Junioren-Weltmeisterschaft

## Karrierestatistik

### International
Vertrat Kanada bei:
- U20-Junioren-Weltmeisterschaft 2000

(Legende zur Spielerstatistik: Sp oder GP = absolvierte Spiele; T oder G = erzielte Tore; V oder A = erzielte Assists; Pkt oder Pts = erzielte Scorerpunkte; SM oder PIM = erhaltene Strafminuten; +/− = Plus/Minus-Bilanz; PP = erzielte Überzahltore; SH = erzielte Unterzahltore; GW = erzielte Siegtore; 1 Play-downs/Relegation; Kursiv: Statistik nicht vollständig)